# سارا داوتیان
سارا آبراهامی داوتیان (ارمنی: Սառա Աբրահամի Դավթյան؛  زادهٔ ۲۴ دسامبر ۱۹۰۸ - درگذشته ۱۳ مهٔ ۱۹۹۱) پزشک، استاد اهل ارمنستان بود.

## زندگی‌نامه
وی در ۲۴ دسامبر ۱۹۰۸ در تفلیس به دنیا آمد و از دانشگاه پزشکی دولتی ایروان فارغ‌التحصیل گشت. همچنین برندهٔ جوایزی همچون نشان پرچم سرخ کار، نشان پیش‌کسوت کار، پزشک شایسته ارمنستان شوروی (۱۹۶۱) و دانشمند شایسته ارمنستان شوروی () شده است. وی در ۱۳ مهٔ ۱۹۹۱ در سن ۸۲ سالگی در ایروان درگذشت.

## یادداشت
1. ↑  բժշկական գիտությունների դոկտոր